# Anamnes (religion)
Anamnes kommer av grekiskans ἀνάμνησις och betyder hågkomst. Inom kristen tro är det ett moment i nattvardsbönen i mässan, då Jesu lidande och död, uppståndelse och himmelsfärd ihågkoms.